# Ectmetopterus comitans
Ectmetopterus comitans (лат.) — вид клопов из семейства слепняков. Первоначально описан в составе рода Halticus.

## Описание
Длина тела имаго 2—3 мм. Голова и переднегрудь чёрные. Надкрылья только в простых волосках. Имаго встречаются в конце июля.

## Распространение
Распространён на юге Приморского края, в восточном Китае и на Корейском полуострове.